# Приключения Ширли Холмс
«Приключения Ширли Холмс» — канадский детективный телесериал для детей, премьера которого состоялась 7 мая 1996 года на канале YTV в Канаде. Телесериал повествует о внучатой племяннице знаменитого Шерлока Холмса, школьнице Ширли, проживающей в Канаде. Телесериал стал очень популярным и был показан в 80 странах мира.
Выходивший на экраны почти 3 года, высоко оценённый критиками и удостоенный ряда наград, телесериал в итоге был закрыт после 4 сезонов. Продюсеры объяснили это взрослением исполненителей главный ролей; продолжение съёмок означало нарушение основной стилистики телесериала.

## Синопсис
Ширли Холмс — обыкновенная школьница. Она живёт с бабушкой и отцом, который является известным дипломатом. Когда-то она нашла сундук, принадлежавший её знаменитому предку, Шерлоку Холмсу. В сундуке было множество отличных инструментов для расследования преступлений, а также завещание Шерлока Холмса, в котором великий сыщик просил человека, нашедшего этот сундук, так же стать сыщиком. С тех пор Ширли стала расследовать преступления, которые происходят в городе. В этом деле ей помогает её одноклассник и друг, Борис Соучак.
Главное из дел, которое она расследует — это исчезновение в Руанде её мамы. Несмотря на свои незаурядные дедуктивные способности, это дело она пока раскрыть не может.

## Роли исполняли
- Мередит Хендерсон — Ширли Холмс
- Джон Уайт — Фрэнсис Борис 'Бо' Соучак
- Сара Эзер — Молли Харди
- Анник Обонсавин — Алисия Гианелли
- Брендан Флетчер — Стерлинг 'Стинк' Паттерсон
- Колин Фокс — Мистер Артур Хоуви
- Мария Стиллин — Мисс Синтия Стратман
- Крис Хэмпфри — Роберт Холмс
- Элизабет Шепард — Пегги Холмс
- Блэр Слэйтер — Бартоломей 'Барт' Джеймс

## Награды
Телесериал был удостоен ряда наград, в том числе Writers Guild of Canada (1998).
Он так же четырежды был выдвинут на премию «Джемини» и выиграл её 2 раза:
«Джемини» 1998
- Лучшее сценарий в детской или молодежной программе.

«Джемини» 1999
- Лучшая работа в детской или молодежной программе или сериале (Мередит Хендерсон).